# Virginy
Virginy ist eine französische Gemeinde mit 83 Einwohnern (Stand 1. Januar 2022) im Département Marne in der Region Grand Est. Sie gehört zum Kanton Argonne Suippe et Vesle und zum Arrondissement Châlons-en-Champagne. 

## Geografie
Die Gemeinde Virginy liegt an der Tourbe in der Trockenen Champagne, etwa 40 Kilometer nordöstlich von Châlons-en-Champagne. Sie ist umgeben von folgenden Nachbargemeinden:
| Massiges                        |                                             | Ville-sur-Tourbe, Malmy |
| Minaucourt-le-Mesnil-lès-Hurlus | Kompassrose, die auf Nachbargemeinden zeigt |                         |
| Laval-sur-Tourbe                | Courtémont                                  | Berzieux                |

## Bevölkerungsentwicklung
| Jahr                       | 1962 | 1968 | 1975 | 1982 | 1990 | 1999 | 2008 | 2018 |
| -------------------------- | ---- | ---- | ---- | ---- | ---- | ---- | ---- | ---- |
| Einwohner                  | 124  | 117  | 123  | 111  | 85   | 79   | 85   | 83   |
| Quellen: Cassini und INSEE |      |      |      |      |      |      |      |      |